# 北京軍区

北京軍区

北京軍区（ペキンぐんく, Beijing Junqu）は中国人民解放軍の七大軍区のひとつである。首都北京一帯の守りを固める。5個集団軍、3個衛戍師団、3個機動武装警察師団で編成される。2016年2月1日に済南軍区と統合し中部戦区へ移行し、内モンゴル自治区は北部戦区の管轄となった。

## 管轄区域
河北省軍区、北京直轄市（北京衛戍区）、内モンゴル自治区(東四盟除く)軍区、山西省軍区、天津直轄市（天津警備区）を管轄する。

## 軍区指導者
- 司令部所在地：北京直轄市
- 軍区司令員
  - 宋普選上将（1954.03－，山東省博興人）
- 軍区政治委員
  - 劉福連上将（1952.08－，安徽省来安人）
- 軍区副司令員
  - 鄭伝福中将（1952.12－, 安徽省鳳陽人）
  - 白建軍中将（1958.01－，江蘇省徐州人）
  - 韓衛国少将（1956.01－, 河北省井陘人）
  - 庄可柱中将＜空軍＞（1955.02－，浙江省永嘉人）
- 軍区副政治委員
  - 黄建国中将（1950.02－，河北省盧竜人）
  - 程童一中将（1954.06－，山東省昌楽人）政治部主任を兼任
  - 王健中将（1954.06－，河南省汝南人）
  - 高東璐中将（1954－，河北省覇州人）
  - 劉紹亮中将＜空軍＞（1953.11－，山東省済南人）
- 軍区参謀長
  - 史魯沢少将（1957.02－，安徽省滁州人）
- 軍区政治部主任
  - 張書国少将（1960.08－，吉林省九台人）
- 軍区連勤部部長
  - 海力斯少将（1956.10－，内蒙古人）
- 軍区装備部部長
  - 鄧漢橋少将（1957.06－，湖北省漢川人）

### 歴代司令員
1. 楊成武 1955.04 - 1958.09
2. 楊勇 1958.09 - 1963.06
3. 鄭維山 1963.06 - 1971.01
4. 李徳生 1971.01-1973.12
5. 陳錫聯 1973.12-1980.01
6. 秦基偉 1980.01-1987.11
7. 周衣氷 1987.11-1990.04
8. 王成斌 1990.04-1993.12
9. 李来柱 1993.12-1997.11
10. 李新良 1997.11-2002.01
11. 朱啓 2002.01 - 2007.07
12. 房峰輝 2007.07 - 2012.10
13. 張仕波 2012.10 - 2014.12
14. 宋普選 2014.12 -

### 歴代政治委員
1. 朱良才 1955.04 - 1958.11
2. 頼傳珠 1958.11 - 1959.10
3. 廖漢生 1959.10 - 1960.11
4. 李雪峰1960.11 - 1971.01
5. 謝富治 1971.01 - 1972.03
6. 紀登奎 1972.03 - 1977.09
7. 秦基偉 1977.09 - 1980.01
8. 袁升平 1980.01 - 1982.10
9. 傅崇碧 1982.10 - 1985.06
10. 楊白冰 1985.06 - 1987.11
11. 劉振華 1987.11 - 1990.04
12. 張工 1990.04 - 1992.11
13. 谷善慶 1992.11 - 1996.11
14. 杜鉄環 1996.11 - 2003.12
15. 符廷貴 2003.12 - 2009.12
16. 劉福連 2009.12 -

## 配属部隊

### 陸軍部隊
- 第27集団軍：（河北省石家庄）甲類集団軍、7個旅団編成
  - 第188機械化歩兵旅団（山西省忻州） - 元第63軍
  - 第235機械化歩兵旅団（河北省邢台辛集） - 旧第79師
  - 第80自動化歩兵旅団（河北省鹿泉）
  - 第82自動化歩兵旅団（山西省大同）
  - 装甲旅団（山西省大同） - 元第63軍装甲旅団
  - 砲兵旅団（山西省大同） - 元第63軍砲兵旅団
  - 防空旅団（51411部隊）（河北省石家庄）
  - 工兵連隊（河北省石家庄元氏）

- 第38集団軍：（河北保定）甲類集団軍、快速反応部隊、3個師団2個旅団編成
  - 第112機械化師団（河北省高碑店）
  - 第113機械化師団（河北省保定）
  - 第6装甲師団（北京昌平南口）
  - 防空旅団（河北省石家庄藁城）
  - 砲兵旅団（北京平谷） - 元第6砲兵師団
  - 第4工兵連隊（北京良郷）
  - 第8陸軍航空連隊（河北省保定）

- 第65集団軍：（河北省張家口）乙類集団軍、2個師団3個旅団編成
  - 第193機械化歩兵師団（河北省張家口宣化）
  - 第1装甲師団（天津薊県）
  - 第196自動車化歩兵旅団（天津武清）
  - 砲兵旅団（河北省懐来沙城） - 元第14砲兵師団
  - 防空旅団（河北省秦皇島海港区）
  - 工兵連隊（河北省懐来県宮庁鎮）
  - 陸軍航空連隊（所在地不明）

- 北京軍区司令部直轄部隊
  - 特殊作戦部隊（所在地不明）
  - 第?独立自動車化歩兵旅団（所在地不明）
  - 第?独立高射砲旅団（所在地不明）

- 北京衛戍区（司令部、北京直轄市）    
  - 警衛第1師団 -
    - 警衛局中央警衛団？
    - 栄誉礼大隊（中国語版）

  - 警衛第3師団

### 空軍部隊
- 第2軍区空軍/北京軍区空軍:（本部 北京市昌平区）沙河鎮基地
  - 大同指揮所（山西省大同市）
  - 唐山指揮所（河北省唐山市）
  - 独立輸送機（連絡機）連隊:（北京市昌平区）沙河鎮基地 Y-5, Y-7, 北緯40度08分57秒 東経116度19分25秒 / 北緯40.149095度 東経116.323707度
  - 第7戦闘機師団
    - 第19航空連隊:（河北省張家口市）張家口基地 J-11, Su-27SK/UBK, 北緯40度44分24秒 東経114度55分49秒 / 北緯40.739909度 東経114.930246度
    - 第20航空連隊:（河北省唐山市）唐山基地 J-7B, JJ-7A, 北緯39度43分04秒 東経118度00分10秒 / 北緯39.717751度 東経118.002813度
    - 第21航空連隊:（北京市延慶県）延慶永寧基地 J-7B, JJ-7A, 北緯40度30分12秒 東経116度06分31秒 / 北緯40.503391度 東経116.108616度

  - 第15攻撃機師団
    - 第43航空連隊:（山西省朔州市）大同懐仁基地 J-10A/AS, 北緯39度43分03秒 東経113度08分40秒 / 北緯39.717553度 東経113.144582度
    - 第44航空連隊:（内モンゴル自治区フフホト市）フフホト・ビケチ基地 J-7G, JJ-7A, 北緯40度44分13秒 東経111度13分47秒 / 北緯40.73695度 東経111.229785度
    - 第45航空連隊:（山西省忻州市）忻州定県基地 Q-5B/C/L/J, 北緯38度35分53秒 東経112度58分07秒 / 北緯38.597923度 東経112.968586度

  - 第24戦闘機師団
    - 八一飛行表演隊:（天津市武清区）楊村基地 J-10AY/SY, 北緯39度22分26秒 東経117度05分35秒 / 北緯39.373985度 東経117.09313度
    - 第70航空連隊:（河北省遵化市）遵化基地 J-7G, JJ-7A, 北緯40度06分06秒 東経117度53分05秒 / 北緯40.101743度 東経117.884839度
    - 第71航空連隊:（所在地不明）, 使用機不明
    - 第72航空連隊:（天津市武清区）楊村基地 J-10A/AS, 北緯39度22分26秒 東経117度05分35秒 / 北緯39.373985度 東経117.09313度

  - 飛行試験訓練センター
    - 第1FTTC連隊:（河北省衡水市）故城基地 J-10A/AS, JL-9, 北緯37度29分28秒 東経116度07分00秒 / 北緯37.491068度 東経116.11672度
    - 第2FTTC連隊:（河北省滄州市）滄州滄県基地 J-7E, J-8D/F, JL-9, 北緯38度24分11秒 東経116度55分52秒 / 北緯38.402958度 東経116.931002度
    - 第3FTTC連隊:（河北省滄州市）滄州滄県基地 Su-30MKK, 北緯38度24分11秒 東経116度55分52秒 / 北緯38.402958度 東経116.931002度

  - 石家庄飛行学院
    - 第1訓練旅団:（河北省石家荘市）石家荘基地 JL-8, 北緯38度04分58秒 東経114度25分04秒 / 北緯38.082656度 東経114.417794度
    - 第2訓練旅団:（山西省運城市）永済基地 JL-8, 北緯34度52分24秒 東経110度21分47秒 / 北緯34.873204度 東経110.363048度
    - 第3訓練旅団:（河北省保定市）徐水定興基地 JL-8, 北緯39度15分16秒 東経115度49分59秒 / 北緯39.254555度 東経115.833142度
    - 第4訓練旅団:（天津市静海県）唐官屯基地 JJ-7, J-7B, 北緯38度46分57秒 東経117度04分08秒 / 北緯38.782458度 東経117.06884度

### 海軍部隊
- 海軍司令部直轄
  - 海軍航空隊独立第2連隊:（北京市房山区）良郷鎮基地 An-26, Y-7, Y-8C, Yak-42, 北緯39度45分28秒 東経116度07分30秒 / 北緯39.757913度 東経116.124924度
  - 海軍航空隊航空学院
    - 第2訓練連隊:（山西省長治市）長治王村基地 Y-7, HYJ-6, Mi-8, Z-9C, 北緯36度14分54秒 東経113度07分34秒 / 北緯36.248323度 東経113.126128度
    - 第4訓練連隊:（河南省済源市）済源基地 |JL-8H, 北緯35度07分12秒 東経112度36分30秒 / 北緯35.120049度 東経112.608354度

### 武装警察部隊
- 武装警察隊       
  - 武装警察第81師団（天津）   （もと第27軍第81師団）
  - 武装警察第114師団（河北省保定）   （もと第38軍第114師団）
  - 武装警察第187師団（山西省楡次）   （もと第63軍第187師団）